# Darian Sahanaja
Darian Sahanaja (Los Ángeles, 20 de mayo de 1963) es un cantante y compositor estadounidense, de origen indonesio que actualmente forma parte  de la banda de Brian Wilson con The Wondermints. También ha colaborado con numerosos otros artistas del género orquesta / pop de metro, incluyendo a Baby Lemonade, Wonderboy, Aimee Mann, Now People, Lisa Mychols y Donna Summer. Darian también es supervisor musical para el programa de televisión The Replacements en ABC y Disney Channel.
Sahanaja ha trabajado también con Brian Wilson y Van Dyke Parks, en la secuenciación y organización sobre el malograda de álbum titulado Smile Beach Boys labor en que fue terminado. El álbum, fue iniciado por Wilson en 1966, se completó finalmente en 2004. Wilson, Sahanaja y el resto de la de la banda the Wondermints, han realizado tanto en directo y como la grabación en estudio. Junto con sus funciones principales la banda de Wilson estuvo de gira, en los últimos años ha estado realizando Sahanaja junto a The Zombies en la gira del 40 aniversario de su obra maestra en 1968, conocido como Odessey y Oracle. Más recientemente, actuó en el "Dreamboat Annie un concierto en vivo", realizando arreglos de cuerda, al mismo tiempo tocaba las percusiones, teclados, coros y canto.